# Joseph Pojariskiy
 (janvier 2021).
Joseph Fomitch Pojariskiy (russe : Иосиф Фомич Пожариский), né en 1875 à Kharkov et mort en 1919, est un pathologiste russe. Il est docteur en médecine (1904) et professeur (1910).

## Biographie
Joseph Fomitch Pojariskiy est né en 1875 à Kharkov. Il obtient la médaille d'or au lycée. En 1901, il est diplômé de la faculté de médecine de l'université de Kharkov. Il travailla là-bas à la chaire d'anatomie pathologique sous la direction de Vladimir Kyrlov (ru), puis Nikolaï Melnikov-Razvedenkov (ru). 
Au cours de ses années de travail J. F. Pojariskiy a publié près de quarante travaux scientifiques, comprenant trois monographies et le manuel Notions de base d'anatomie pathologique en trois volumes. Les première et deuxième parties du manuel ont été rééditées en 1914, 1918 et 1923. 
Sa thèse de doctorat scientifique « De la formation hétéroplastique du tissu osseux » a été l'un des premiers travaux dans ce domaine. Il devient docteur en médecine à partir de 1904.
Ses domaine de recherche sont l'étude des maladies infectieuses (peste, typhus, grippe), l'étude expérimentale des maquettes de coupe de l’œil, des nerfs périphériques, de la régénération des nerfs, les processus de régénération et d'hypertrophie entre autres.
Pojariskiy est l'un des premiers à étudier les lésions avec des gaz asphyxiants et créé en Russie une école de pathologistes. Lui et ses élèves ont posé les premières pierres de la faculté de médecine de la ville de Rostov-sur-le-Don. 
Il est mort en 1919 du typhus. Après sa mort, la chaire du département d'anatomie pathologique revient à son élève, Chalva Krinitsky (ru).

## Œuvres
- De la formation hétéroplastique du tissu osseux, Kharkov, 1904.
- Des tâches de l'anatomie pathologique, 1910.
- L'anatomie pathologique de la peste bubonique, Odessa, 1911.
- La régénération et l'hypertrophie, Odessa, 1911.
- De l'anatomie des changements dans les cadavres des soldats morts de gaz asphyxiants, 1915.
- Le typhus et les mesures de lutte contre lui, 1919.
- Notions de base d'anatomie pathologique, Rostov-sur-le-Don, 1918-1919.